# ZEEN!
ZEEN!（ジーン）は、日本の男性漫画家。

## 略歴
- 1984年　第20回赤塚賞　準入選
- 1984年　フレッシュジャンプ賞準入選
- 1985年　第22回赤塚賞　準入選

フレッシュジャンプ賞においては、審査員の秋本治に「この作品に 賞を与えないのなら、今後 ジャンプの審査は辞退したい」とまで言わせた逸話を持つ。
その後 さまざまな職業を経験する中、たまたま 職場の本棚に見つけた ソニー・マガジンズ刊『ブッチュくんオール百科』を観て衝撃を受ける。「おなじ時代に、こぉいったものを こんな風に ちゃんと カタチにデキちゃう人も いるんだなぁ〜と思って、凄まじい衝撃をうけました…」と語っている。
その後、ミクシィの個人アカウントのフォト・アルバムに発表した『法廷画入門』を機に、先の『ブッチュくんオール百科』の作者であり、バカドリル主宰の天久聖一との出逢いを経て、バカドリルのメンバーに参加。ミクシィ・ニュースにて多数発表。
現在は 天久とのユニット「ブタ野ケツ太郎」としても活動。

## 作品リスト

### ミクシィ・ニュース
- 2010年  2月　『靴下フィギュア』
- 2010年  4月　『昔話スタッフの苦労話』
- 2010年  5月　『カンジる顔の有名人』
- 2010年  5月　『0円デートのアイディア集』
- 2010年  6月　『こんな場面で 寿司くいねぇ！』
- 2010年  8月　『萠え・エプロン』
- 2010年10月　『正体不明キャラ・モザイくん』
- 2010年10月　『もし高校野球の女子マネージャーが 昔話の笠地蔵を読んだら…』
- 2010年11月　『レディー・ファースト』
- 2011年  1月　『トイレの神様 目撃談』

### ブタ野ケツ太郎
- 『カーサンは 名探偵』
- 『こんな夢を見た』シリーズ
- 『パンと母』
- 『山椒魚』

など、ほか 多数。